# Sergio León
Sergio León Limones (Palma del Río, Córdoba, 6 de enero de 1989) es un futbolista español que juega como delantero en el Palma del Río Atlético C. F. de la División de Honor Andaluza.

## Trayectoria
León se incorporó a la cantera del Real Betis en 2004, con 15 años y debutó con el primer equipo, en segunda división, el 27 de marzo de 2010, jugando 26 minutos al sustituir a Juanma en una derrota por 0–1 contra el Girona F. C. en el estadio Benito Villamarín. Esta sería su única participación con el Betis en esa temporada.
Después de su paso por el C. F. Reus Deportiu, con el que permaneció dos temporadas, en segunda división B. En el verano de 2013, fue fichado por el Elche Club de Fútbol, que en el primer año lo cedió al Real Murcia C. F., de la segunda división, donde jugó poco y solo permaneció allí la primera parte de la temporada, regresando en la segunda para jugar con el filial del Elche.
En la temporada 2014-15, marchó cedido a la U. E. Llagostera, que acababa de ascender a segunda división. En el club gerundense, hizo una buena campaña y fue vital para lograr la permanencia del equipo en la categoría, consiguió 9 goles, lo que supuso el 22% de los tantos obtenidos por su equipo.
En la siguiente temporada (2015-16), fue repescado por el Elche Club de Fútbol, donde logró ser el máximo goleador de la segunda división con 22 goles. Su buena temporada le valió el fichaje por el Club Atlético Osasuna que había ascendido a la Primera División. En la temporada 2016-17, marcó 10 goles con el club rojillo en la máxima categoría.
En su retorno al Real Betis Balompié, en la temporada 2017/18, el jugador palmeño se convierte en el máximo goleador de su equipo con trece tantos entre Liga y Copa del Rey. Su primer gol como jugador verdiblanco lo marca en la segunda jornada ante el Celta de Vigo el 25 de agosto de 2017, el día que se inauguraba la grada del gol sur del Estadio Benito Villamarín estrenando con su gol la portería del flamante nuevo graderío. León también marcó otro gol histórico aquella temporada, convirtiendo el cuarto tanto de un 3-5 favorable a los verdiblancos en el derbi sevillano frente al Sevilla F. C. El Real Betis acabó clasificado sexto puesto logrando la clasificación directa a la Liga Europa de la UEFA.
El 12 de junio de 2019 se oficializó su fichaje por tres temporadas con el Levante Unión Deportiva. El 31 de agosto de 2021, a falta de un año para acabar su contrato, firmó por el Real Valladolid Club de Fútbol por una temporada. Tras la misma amplió su vinculación con el conjunto vallisoletano hasta junio de 2024.
El 1 de septiembre de 2023, después de anotar 15 goles en 67 partidos con el Real Valladolid, regresó al Elche C. F. tras llegarse a un acuerdo para su traspaso. Esta segunda etapa en el club apenas duró unos meses y en enero rescindió su contrato para fichar por la S. D. Eibar. Con este equipo marcó tres tantos en los dieciséis encuentros que jugó antes de quedar libre al final de la temporada.
El 17 de septiembre de 2024 fichó por el Palma del Río Atlético C. F., equipo de su localidad natal que militaba en la División de Honor Andaluza.

## Estadísticas

### Clubes
| Club                                  | Div.          | Temporada     | Liga  | Liga  | Copa nacional | Copa nacional | Copa internacional | Copa internacional | Total | Total |
| Club                                  | Div.          | Temporada     | Part. | Goles | Part.         | Goles         | Part.              | Goles              | Part. | Goles |
| ------------------------------------- | ------------- | ------------- | ----- | ----- | ------------- | ------------- | ------------------ | ------------------ | ----- | ----- |
| Real Betis Balompié · España          | 2.ª           | 2009-10       | 1     | 0     | 0             | 0             | —                  | —                  | 1     | 0     |
| Real Betis Balompié "B" · España      | 2.ª B         | 2009-10       | 6     | 0     | —             | —             | —                  | —                  | 6     | 0     |
| Real Betis Balompié "B" · España      | 2.ª B         | 2010-11       | 9     | 1     | —             | —             | —                  | —                  | 9     | 1     |
| Real Betis Balompié "B" · España      | Total club    | Total club    | 15    | 1     | 0             | 0             | 0                  | 0                  | 15    | 1     |
| C. F. Reus Deportiu · España          | 2.ª B         | 2011-12       | 20    | 6     | 0             | 0             | —                  | —                  | 20    | 6     |
| C. F. Reus Deportiu · España          | 2.ª B         | 2012-13       | 38    | 18    | 0             | 0             | —                  | —                  | 38    | 18    |
| C. F. Reus Deportiu · España          | Total club    | Total club    | 58    | 24    | 0             | 0             | 0                  | 0                  | 58    | 24    |
| Real Murcia C. F. · España            | 2.ª           | 2013-14       | 2     | 0     | 1             | 0             | —                  | —                  | 3     | 0     |
| Real Murcia C. F. · España            | Total club    | Total club    | 2     | 0     | 1             | 0             | 0                  | 0                  | 3     | 0     |
| Elche C. F. Ilicitano · España        | 2.ª B         | 2013-14       | 26    | 12    | —             | —             | —                  | —                  | 26    | 12    |
| Elche C. F. Ilicitano · España        | Total club    | Total club    | 26    | 12    | 0             | 0             | 0                  | 0                  | 26    | 12    |
| U. E. Llagostera · España             | 2.ª           | 2014-15       | 35    | 9     | 0             | 0             | —                  | —                  | 35    | 9     |
| U. E. Llagostera · España             | Total club    | Total club    | 35    | 9     | 0             | 0             | 0                  | 0                  | 35    | 9     |
| Elche C. F. · España                  | 2.ª           | 2015-16       | 41    | 22    | 1             | 1             | —                  | —                  | 42    | 23    |
| C. A. Osasuna · España                | 1.ª           | 2016-17       | 33    | 10    | 3             | 0             | —                  | —                  | 36    | 10    |
| C. A. Osasuna · España                | Total club    | Total club    | 33    | 10    | 3             | 0             | 0                  | 0                  | 36    | 10    |
| Real Betis Balompié · España          | 1.ª           | 2017-18       | 31    | 11    | 2             | 2             | —                  | —                  | 33    | 13    |
| Real Betis Balompié · España          | 1.ª           | 2018-19       | 16    | 0     | 5             | 3             | 6                  | 0                  | 27    | 3     |
| Real Betis Balompié · España          | Total club    | Total club    | 48    | 11    | 7             | 5             | 6                  | 0                  | 61    | 16    |
| Levante U. D. · España                | 1.ª           | 2019-20       | 22    | 1     | 3             | 2             | —                  | —                  | 25    | 3     |
| Levante U. D. · España                | 1.ª           | 2020-21       | 28    | 2     | 5             | 5             | —                  | —                  | 33    | 7     |
| Levante U. D. · España                | Total club    | Total club    | 50    | 3     | 8             | 7             | 0                  | 0                  | 58    | 10    |
| Real Valladolid C. F. · España        | 2.ª           | 2021-22       | 32    | 7     | 1             | 0             | —                  | —                  | 33    | 7     |
| Real Valladolid C. F. · España        | 1.ª           | 2022-23       | 29    | 6     | 2             | 2             | —                  | —                  | 31    | 8     |
| Real Valladolid C. F. · España        | 2.ª           | 2023-24       | 3     | 0     | ―             | ―             | —                  | —                  | 3     | 0     |
| Real Valladolid C. F. · España        | Total club    | Total club    | 64    | 13    | 3             | 2             | 0                  | 0                  | 67    | 15    |
| Elche C. F. · España                  | 2.ª           | 2023-24       | 12    | 2     | 2             | 1             | —                  | —                  | 14    | 3     |
| Elche C. F. · España                  | Total club    | Total club    | 53    | 24    | 3             | 2             | 0                  | 0                  | 56    | 26    |
| S. D. Eibar · España                  | 2.ª           | 2023-24       | 16    | 3     | —             | —             | —                  | —                  | 16    | 3     |
| S. D. Eibar · España                  | Total club    | Total club    | 16    | 3     | 0             | 0             | 0                  | 0                  | 16    | 3     |
| Palma del Río Atlético C. F. · España | DH AND        | 2024-25       | 27    | 13    | —             | —             | —                  | —                  | 27    | 13    |
| Palma del Río Atlético C. F. · España | Total club    | Total club    | 27    | 13    | 0             | 0             | 0                  | 0                  | 27    | 13    |
| Total carrera                         | Total carrera | Total carrera | 427   | 123   | 25            | 16            | 6                  | 0                  | 458   | 139   |

## Palmarés

### Distinciones individuales
| Distinción                          | Año  |
| ----------------------------------- | ---- |
| Trofeo Pichichi de Segunda División | 2016 |